# Coro alto

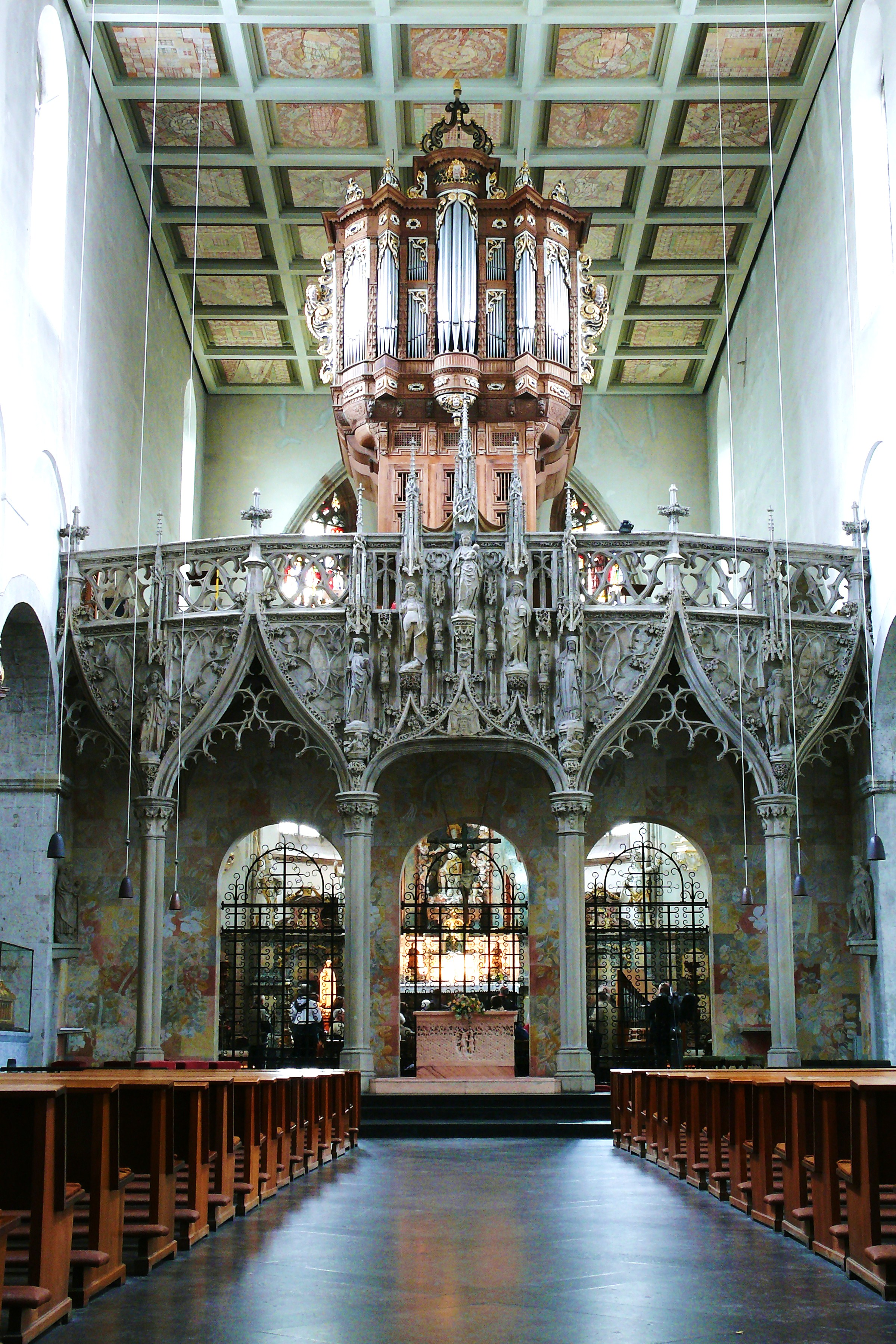
Coro alto gótico na Igreja de São Pantaleão, Colónia, Alemanha.

O termo coro alto tem dois significados. No primeiro, corresponde a uma tribuna elevada, com visão directa para o altar-mor, onde dignitários, membros do clero ou monjes podiam assistir à missa isolados do resto da congregação;  geralmente situa-se por cima da porta principal da igreja.
No segundo, é um elemento de pedra ou madeira habitual em catedrais e mosteiros, que tem como objetivo separar o espaço destinado ao colégio de sacerdotes ou monges do resto da igreja destinado aos leigos. É o resultado do desenvolvimento do presbitério paleocristão. Desenvolveu-se no românico tardio e teve o seu apogeu no gótico, para passar mais tarde a ser substituído pelo púlpito na sua função de leitura.
A decoração do coro alto, em geral muito elaborada, tinha como motivo figuras que representavam a paixão de Cristo. Atrás do coro alto fica um espaço para o clero com o cadeiral do coro, sítios para os bispos ou abades, bem como o altar-mor, que por regra geral se situava à frente da abside.

## Função
Na história litúrgica houve dois motivos para a criação de coros altos:
- a separação nas comunidades cristãs entre religiosos e leigos;
- a distinção entre igreja universal e igreja de convento.

Do coro alto se recitavam textos litúrgicos e podia servir para o coro.
Com a costume medieval do drama de Páscoa do século X, que se celebrava durante a Semana Santa na igreja, bem como a crescente popularidade da encenação dos mistérios relacionou-se o coro alto cada vez mais com a dramaturgia das obras. As aberturas à direita e à esquerda simbolizavam as portas para o Céu e o Inferno, respetivamente. No coro alto estava situado o coro, que fazia de coro de anjos do Paraíso.
Com a reforma litúrgica do Concílio de Trento a raiz da Reforma Protestante o coro alto perdeu a sua função na igreja católica. O altar principal ou altar-mor de uma igreja, que anteriormente costumava encontrar-se no lado frontal do ponto de ápside, e o altar da cruz do coro alto para os leigos foram fundidos no altar principal. O novo altar-mor valorizou-se pela presença constante do Corpo de Cristo na sacristia, do mesmo modo também o sacramentarium, antecessor do sacrário, perdeu a sua importância na liturgia. Os coros altos passaram a carecer de uso e foram retirados. De los numerosas esculturas, sobre todo de los coros altos góticos, só se preservam alguns restos nos museus.
Em França a maior parte dos coros altos desapareceu durante as revoltas das guerras religiosas. Muitas igrejas foram destruídas e os seus elementos decorativos e materiais de construção reutilizados para outros propósitos.

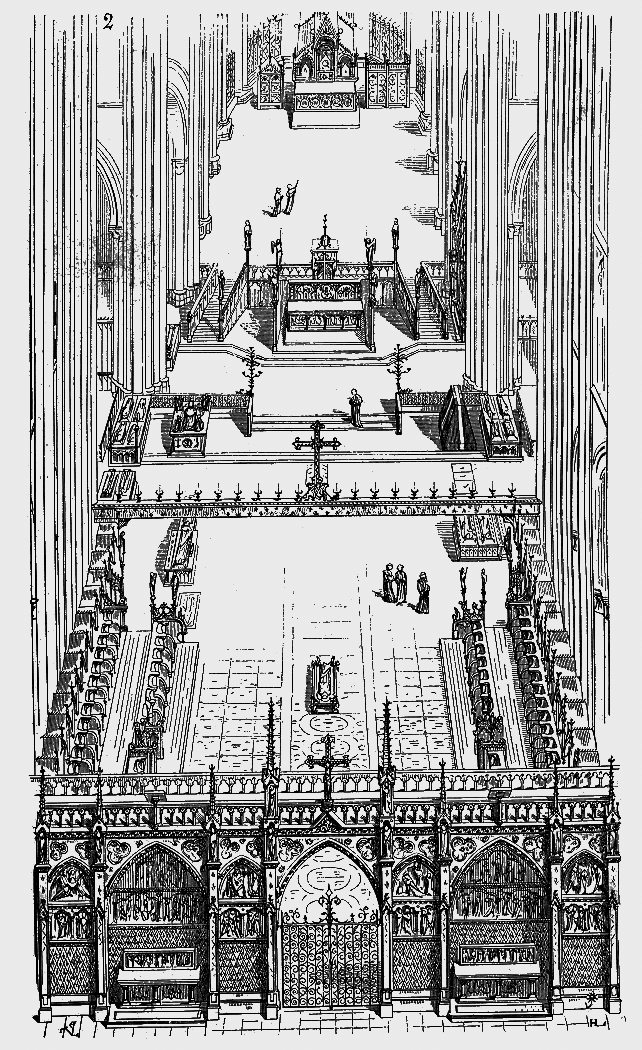
Coro de Viollet-le-Duc na abadia de Saint Denis em Paris com coro alto, cadeiral do coro e altar alto.
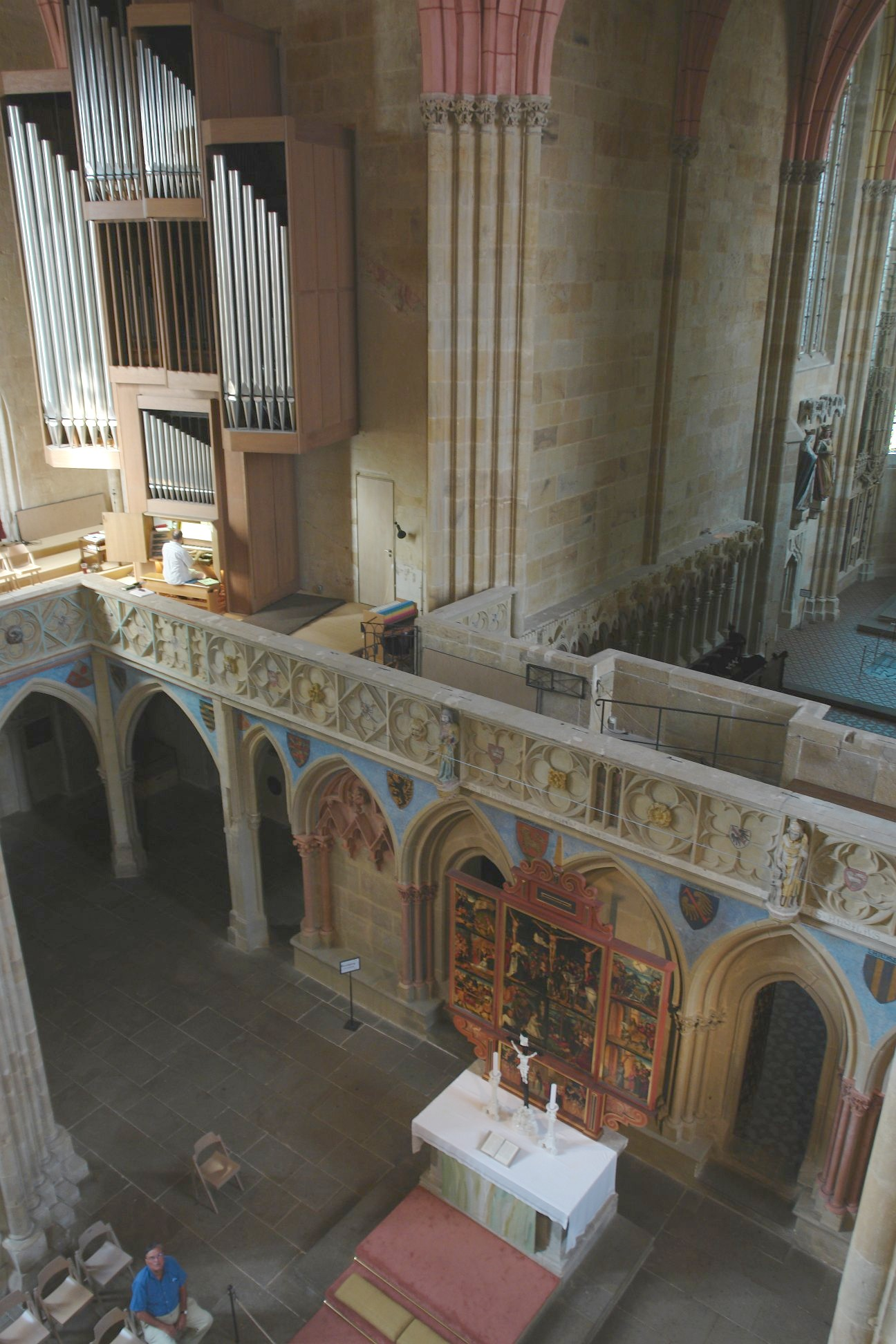
Vista superior do coro alto da Catedral de Meissen, precedido pelo altar da cruz.
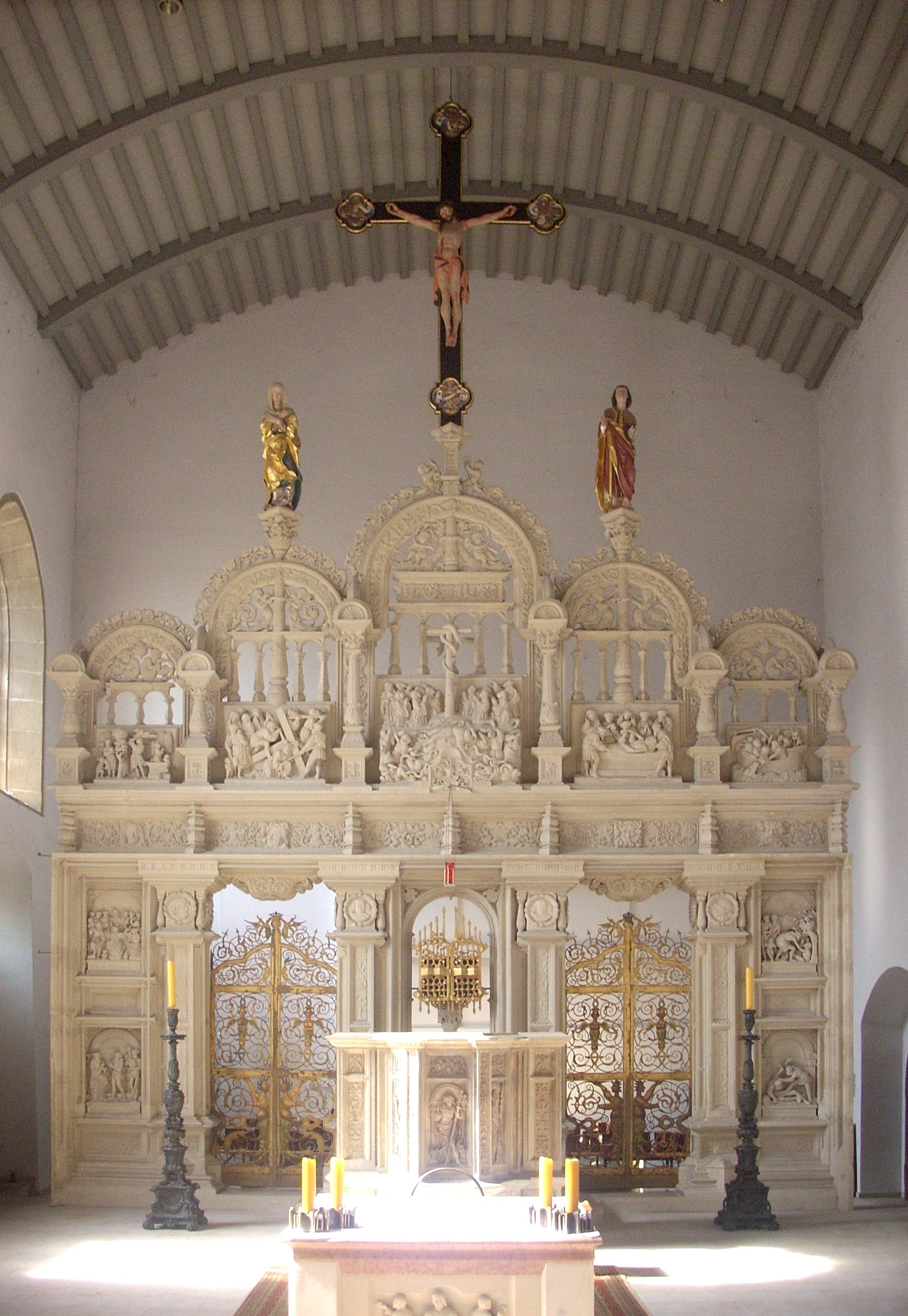
Coro alto renascentista em Hildesheim.

## Iconostásios
Em igrejas de rito bizantino figura como elemento central a parede de pinturas ou iconostásio. Frequentemente julga-se, de forma errada, que se trata de um coro alto, quando realmente é um desenvolvimento próprio do presbitério paleocristão, sobre o qual se colocam os ícones.